# لقاح سانوفي-جي إس كي كوفيد-19
لقاح سانوفي-جي إس كي كوفيد-19 (بالإنجليزية: Sanofi–GSK COVID-19 vaccine)‏ ويُعرف أيضًا باسم VAT00002؛ هو لقاح مرشح ضد مرض فيروس كورونا، تعمل شركة سانوفي الفرنسية على تطويره وإنتاجه بتقنية وحدات البروتين الفرعية بالتعاون مع شركة غلاكسو سميث كلاين البريطانية، وهو مخصص للإعطاء عن طريق الحقن العضلي.